# Magaly Solier
Magaly Solier Romero (ur. 11 czerwca 1986 w Huanta) – peruwiańska piosenkarka i aktorka filmowa. Znana głównie z ról w wielokrotnie nagradzanych filmach Claudii Llosy: Madeinusa (2006) i Gorzkie mleko (2009).

## Wybrana filmografia
- 2006: Madeinusa jako Madeinusa
- 2009: Gorzkie mleko (La teta asustada) jako Fausta
- 2009: Altiplano jako Saturnina
- 2010: Amador jako Marcela
- 2011: Blackthorn jako Yana
- 2013: Jeszcze raz (One More Time) jako Warmi
- 2014: Extirpador de Idolatrías jako matka chłopca
- 2015: Magallanes jako Celina
- 2017: Mój ojciec (Retablo) jako Anatolia Páucar
- 2019: Lina z Limy (Lina de Lima) jako Lina

## Dyskografia
- Warmi (2009)